# Tercer Món
El Tercer Món és un terme creat pel nord-català Alfred Sauvy en el context de la Guerra Freda per definir els països no alineats, ni amb l'OTAN (amb els Estats Units, les nacions europees occidentals i els seus aliats representen el "Primer Món"), ni amb el bloc comunista (la Unió Soviètica, Xina, Cuba i els seus aliats representen el "Segon Món"). Aquesta terminologia va proporcionar una manera de categoritzar àmpliament les nacions de la Terra en tres grups en funció de les divisions socials, polítiques, culturals i econòmiques. Normalment el Tercer Món es veu que inclou molts països amb un passat colonial en l'Àfrica, Amèrica Llatina, Oceania i Àsia.
Els països del tercer món, solen ser, des d'una òptica de la cultura occidental, subdesenvolupats. Es caracteritzen per tenir els PIB més baixos del planeta. Els estats del Tercer Món no són estats industrialitzats ni avançats tecnològicament en comparació amb els estats membres de l'OCDE; per tant, sovint s'utilitza com a sinònim el terme països subdesenvolupats. Alguns estats són caracteritzats així per la seva alta taxa d'analfabetisme i la seva deficiència econòmica i política.
Les característiques comunes dels països del Tercer Món solen ser una base econòmica agrícola, una economia endeutada amb els països econòmicament més poderosos i una escassa infraestructura.
Atès que el terme Tercer Món ha adquirit un caràcter despectiu, les Nacions Unides i altres institucions internacionals, prefereixen fer ús d'altres termes com ara Sud Global, països en vies de desenvolupament i països menys desenvolupats.

## Primer, segon i tercer món segons l'ONU

Mapa de l'Índex de desenvolupament humà

Els termes de Primer Món, Segon Món i Tercer Món, encara que molt subjectius, s'utilitzen per a dividir les nacions en tres categories. Avui en dia aquests termes s'usen per a distingir les nacions segons el seu Índex de Desenvolupament Humà (establert per les Nacions Unides), independentment del seu estatus polític.